# 劉醒龍
劉 醒龍（りゅう せいりゅう、1956年1月10日—）は、中華人民共和国の小説家。代表作に小説『天行者』。現職は中国作家協会主席団委員、湖北省作家協会副主席。

## 略歴
1956年、湖北省黄岡市に生まれた。父親の劉祥は石鎮区区長。
1960年、4歳の時、英山県石鎮区中心小学に入学した。
1973年、英山県紅山中学卒業。英山県水利局施工員、閥門廠工人、英山県文化館創作員、英山県創作室主任、黄岡地区群芸館文学部主任、黄岡地区作家協会常務副主席、『赤壁』文学季刊執行副主編を歴任する。
1993年に中国作家協会に加入し会員となりました。
2011年、『天行者』が第八回茅盾文学賞を受賞。

## 作品

### 小説集
- 『異香』、長江文芸出版社、1992年。
- 『鳳凰琴』、中国青年出版社、1993年。
- 『劉醒龍文集：無樹菩提』、群衆出版社、1996年。
- 『劉醒龍文集：荒野隨風』、群衆出版社、1996年。
- 『劉醒龍文集：郷村彈唱』、群衆出版社、1996年。
- 『劉醒龍文集：疼痛温柔』、群衆出版社、1996年。
- 『恩重如山』、中国文学出版社、1994年。
- 『黄昏放牛』、北京出版社、1998年。
- 『秋風醉了——跨世紀文叢』、長江文芸出版社、1994年。
- 『劉醒龍——中国当代作家選集叢書』、人民文学出版社、1999年。
- 『大樹還小——中国經典郷土小説六家』、解放軍文芸出版社、2001年。
- 『劉醒龍小説選——城市眼影』、群衆出版社、2003年。
- 『劉醒龍小説選——我們香港見』、群衆出版社、2003年。
- 『威風凜凜』、作家出版社、1994年。
- 『至愛無情』、群衆出版社、1995年。
- 『生命是労動与仁慈』、人民文学出版社、1996年。
- 『寂寞歌唱』、百花文芸出版社、1997年。
- 『愛到永遠』、江蘇文芸出版社、1998年。
- 『往事温柔』、漓江出版社、1997年。
- 『市府警衛』、群衆出版社、1999年。
- 『痛失』、長江文芸出版社、2001年。
- 『彌天』、上海文芸出版社、2002年。
- 『聖天門口』、人民文学出版社、2005年。

### 中篇小説
- 『村支書』、『青年文学』、1992年第1期。
- 『鳳凰琴』、『青年文学』、1992年第5期。
- 『秋風醉了』、『長江文芸』、1992年第11期。
- 『暮時課誦』、『上海文学』、1993年第4期。
- 『白菜蘿蔔』、『江南』、1994年第3期。
- 『分享艱難』、『上海文学』、1996年第1期。
- 『挑擔茶葉上北京』、『青年文学』、1996年第3期。
- 『路上有雪』、『上海文学』、1997年第1期。
- 『大樹還小』、『上海文学』、1998年第1期。
- 『致雪弗莱』、『人民文学』、2000年第2期。

## 派生作品
- 映画『鳳凰琴』、瀟湘電影製片廠、天津電影製片廠。

- 映画『王さんの憂鬱な秋』（中国語『背靠背臉對臉』、元作品『秋風醉了』）、西安電影製片廠、香港森信出品公司。

- 歌舞劇『山水謠』（『愛到永遠』）、武漢歌舞劇院。

## 受賞
『挑担茶叶上北京』、第一回魯迅文学賞優秀中篇小説賞（1995年—1996年）。
『鳳凰琴』、第五回『小説月報』百花賞（1991年—1992年）。第三回湖北省屈原文芸賞（1995年）。第三届『青年文学』賞（1989—1992）。中国電影政府賞最佳編劇賞（1993年）。中国電影金鶏賞最佳編劇賞（1994年）。
『白菜蘿蔔』、第六回『小説月報』百花賞（1993年—1994年）。
『分享艱難』、第七回『小説月報』百花賞（1995年—1996年）。第四届上海市長中篇小説賞（1996年—1997年）。第八届『上海文学』賞（1995年—1997年）。『中華文学選刊』優秀中篇小説賞（1996年—1997年）。『中篇小説選刊』優秀中篇小説賞（1996年—1997年）。1996年度中篇小説十佳賞（1996年）。
『暮時課誦』、第六届『上海文学』賞（1992年—1993年）。
『菩提醉了』、第三届上海市長中篇小説賞（1994年—1995年）。第七届『上海文学』賞（1994年—1995年）。
1996年、『威風凛凛』、1996年度長篇小説十佳賞。中華偵探小説学会第二回優秀偵探小説賞（2000年—2001年）。
1999年、『歴史的埋伏』、中華偵探小説学会五十年二十篇偵探小説佳作賞。
『聖天門口』、第二回中国小説学会賞長篇小説大賞（2003—2005）。第一回紅楼夢賞審査員賞（2004—2005）。第一回中国当代文学学院賞（2006-2008）。
1995年、第七届庄重文文学賞。
1993年、第二届湖北省文芸明星賞。
1996年、第四回武漢市黄鶴文芸賞。
2000年、第一回武漢市優秀文芸家賞（2000）。
2004年、第一回青年文学創作成就賞（1990年—2004年）。
2011年、『天行者』、第八回茅盾文学賞。